# بيتي كومبتون
بيتي كومبتون (بالإنجليزية: Betty Compton)‏ هي مغنية وممثلة أمريكية، ولدت في 13 مايو 1904 في Sandown ‏ في المملكة المتحدة، وتوفيت في 12 يوليو 1944 في نيويورك في الولايات المتحدة بسبب سرطان الثدي.

## وصلات خارجية
- بيتي كومبتون على موقع IMDb (الإنجليزية)
- بيتي كومبتون على موقع قاعدة بيانات برودواي على الإنترنت (الإنجليزية)